# Семиковка (Астрахань)
Семико́вка (тат. Сәмәк авыл) — бывшее юртовско-татарское село, вошедшее в состав города Астрахани в 1994 году.

## География
Село находится на левом берегу ерика Царёв в южной части Советского района города. Расстояние до центра города составляет около 4 километров по прямой и 6 километров по автодорогам. Село застроено частным сектором. Большую часть населения составляют юртовские татары — один из коренных народов Астраханской области, традиционно исповедующий ислам.

## Транспорт
По северной границе села проходит Фунтовское шоссе, по которому ходят маршрутные такси № 21, № 47, № 78 и др., соединяющие Семиковку с другими частями города.